# Болдышев, Евгений Андреевич
Евгений Андреевич Болдышев (3 марта 1930, Солнцево, Боброводворский район, Центрально-Чернозёмная область — 1 июля 2007, Лермонтов, Ставропольский край) — передовик производства, мастер широкого профиля. Герой Социалистического Труда (1971).

## Биография
Родился в 1930 году в посёлке Солнцево Боброводворского района Центрально-Чернозёмной области (ныне — Солнцевский район Курской области).
В 1950 году был призван на срочную службу в армию. Отслужив в армии, с 1954 года работал плотником в Курортторге Ставропольского края. С 1956 года трудился на предприятии Министерства среднего машиностроения СССР.
В 1959 году по комсомольской путёвке приехал в Казахскую ССР, чтобы участвовать в строительстве города Шевченко и АЭС на Мангышлаке. На стройке работал мастером широкого профиля строительно-монтажного управления № 4. Участвовал в строительстве гидрометаллургического и азотно-тукового заводов, социальных объектов. Ежегодно перевыполнял план на 110—120 %, во время 8-й пятилетки (1965—1970) выполнял ежегодный план на 170—180 %. Занимался педагогической деятельностью среди молодых рабочих. За выдающиеся достижения в трудовой деятельности был удостоен в 1971 году звания Героя Социалистического Труда.
Избирался в депутаты Шевченковского городского и Мангышлакского областного советов.
Скончался 1 июля 2007 года в Лермонтове. Похоронен там же.

## Награды
- Герой Социалистического Труда — указом Президиума Верховного Совета СССР от 26 апреля 1971 года
- Орден Ленина (1971)
- Медаль «За трудовое отличие» (1966)
- Медаль «В ознаменование 100-летия со дня рождения Владимира Ильича Ленина»
- 15 сентября 1983 года совместным постановлением Шевченковского городского комитета Компартии Казахстана и исполкома Шевченковского городского Совета народных депутатов за выдающиеся достижения в труде, высокую эффективность и качество работы, большой личный вклад в строительство города Болдышеву Е. А. присвоено звание «Почётный гражданин города Шевченко».